# Muqaddima
La Muqaddimah (en árabe: مقدّمة ابن خلدون) o Al-Muqaddima (Introducción a la historia universal), más conocida en occidente como los Prolegómenos, es una obra de Ibn Jaldún escrita en 1377 como prefacio de su primer libro de historia mundial. No obstante, ya en vida del autor, fue considerada como una obra independiente, de carácter enciclopédico que engloba el conjunto de los conocimientos del siglo XIV, la filosofía, la historia, la economía, la sociología, la política, el urbanismo, la medicina e incluso el desarrollo sostenible. Ibn Jaldun se valió para ello de todas las fuentes escritas de la época: greco-latinas, bizantinas y musulmanas. Muchos pensadores modernos la ven como una de las primeras obras de sociología.

## Estructura de la obra
La obra se divide en seis apartados precedidos de un capítulo introductorio donde Jaldun hace una justificación de la obra y nos presenta la estructura de la obra en los siguientes términos:

...Por lo tanto la discusión en esta obra cae de forma natural bajo seis capítulos generales:
1. Sobre las sociedades humanas en general, sus diversos tipos, y la parte de la tierra que está civilizada.
2. Sobre las sociedades del desierto, incluye un estudio de las tribus y naciones salvajes.
3. Sobre las dinastias, el califato, y la autoridad real, incluye una disquisición sobre las áreas de gobierno.
4. Sobre la civilización sedentaria, paises y ciudades.
5. Sobre las artes, las formas de vivir, las ocupaciones lucrativas y sus diversos aspectos. y
6. Sobre las ciencias, su desarrollo y su estudio.

## Sociología

### Asabiyyah
Artículo principal: Asabiyyah

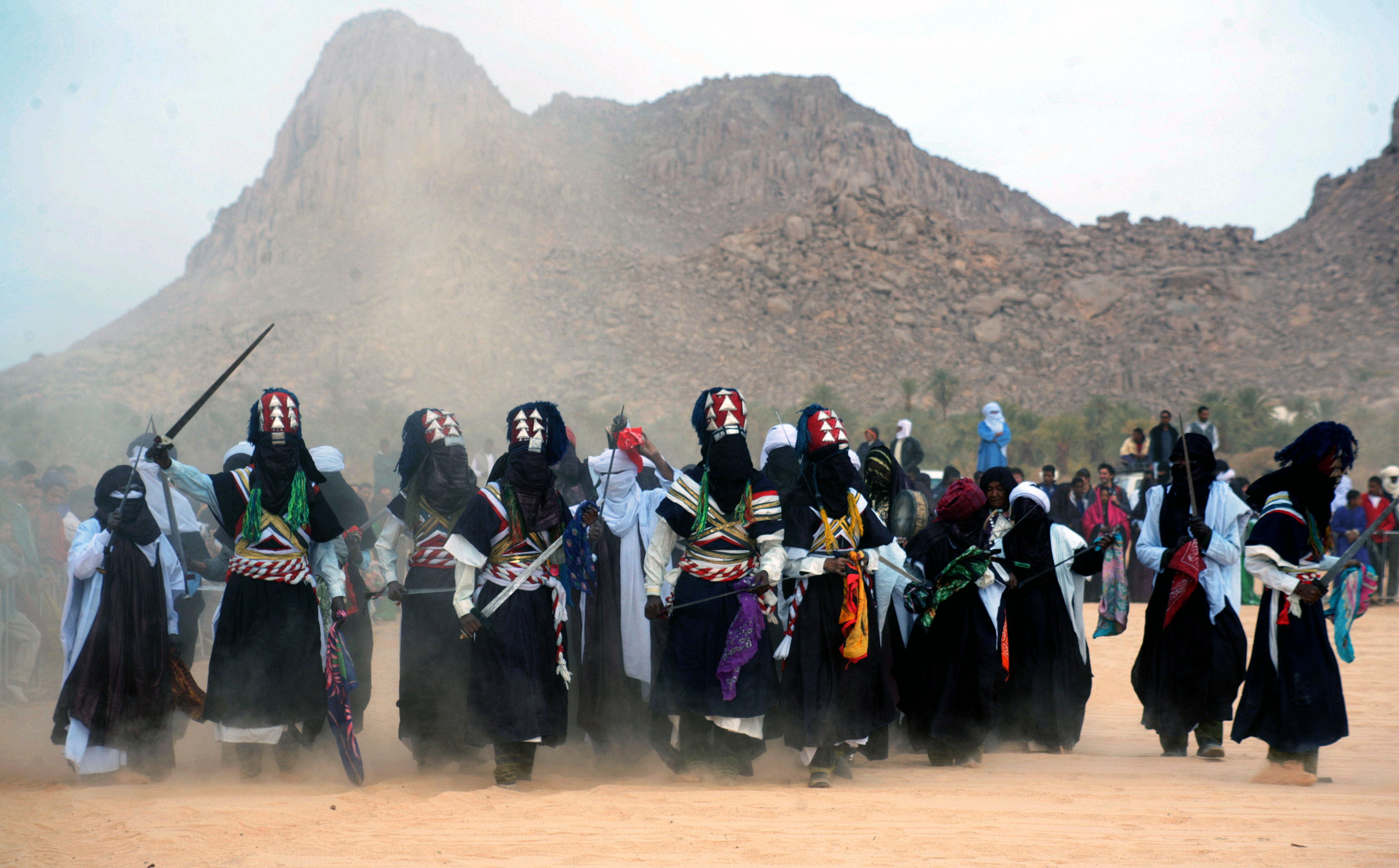
Touaregs de Djanet (Argelia), ejemplo de tribalismo

El concepto de "'asabiyyah" (árabe: "tribalismo, clanismo, comunitarismo", o en un contexto moderno, "nacionalismo") es uno de los aspectos más conocidos de la Muqaddimah. Ibn Jaldún usa el término asabiyyah para describir el vínculo de cohesión entre los humanos en una comunidad que forma grupos. El vínculo asabiyyah existe en cualquier nivel de civilización, desde la sociedad nómada a los estados e imperios. El Asabiyyah es más fuerte en la fase nómada, y disminuye a medida que la civilización avanza. A medida que este asabiyyah declina, otro asabiyyah más convincente puede tomar su lugar; así, las civilizaciones suben y bajan, y la historia describe con estos ciclos de asabiyyah a medida que se desarrollan.
Ibn Jaldún sostiene que cada dinastía tiene en sí misma las semillas de su propia caída. Explica que las casas gobernantes tienden a emerger en las periferias de los grandes imperios y usan la unidad presentada por esas áreas en su beneficio para provocar un cambio en el liderazgo. A medida que los nuevos gobernantes se establecen en el centro de su imperio, se vuelven cada vez más laxos y más preocupados por mantener sus estilos de vida. Por lo tanto, una nueva dinastía puede surgir en la periferia de su área de control y efectuar un cambio en el liderazgo, comenzando el ciclo de nuevo.
El modelo de Ibn Jaldún es instintivo, y no requiere un contrato social conceptual presente en el republicanismo clásico.

### Teoría del conflicto
Ibn Jaldun concibió tanto un conflicto social central ("ciudad" versus "desierto") como una teoría (utilizando el concepto de "generación") de la necesaria pérdida de poder de los conquistadores de la ciudad provenientes del desierto.

## Economía
"Cuando la civilización [población] aumenta, la mano de obra disponible nuevamente aumenta. A su vez, el lujo aumenta de nuevo en correspondencia con el aumento de los beneficios, y las costumbres y las necesidades de lujo aumentan. Las artesanías se crean para obtener productos de lujo. El valor obtenido de ellos aumenta, y, como resultado, las ganancias se multiplican nuevamente en la ciudad. La producción allí prospera incluso más que antes. Y así sigue con el segundo y tercer aumento. Todo el trabajo adicional sirve al lujo y la riqueza, en contraste con el trabajo original que sirvió a la necesidad de la vida."
Ibn Jaldún sobre crecimiento económico
"Las empresas que son propiedad de comerciantes responsables y organizados eventualmente superarán a las que poseen los gobernantes ricos."
Ibn Jaldún sobre el crecimiento económico y los ideales de Platón
Ibn Jaldún escribió sobre la teoría económica y política en la Muqaddimah, relacionando sus pensamientos sobre el asabiyyah con la división del trabajo: cuanto mayor es la cohesión social, cuanto más compleja puede ser la división, mayor es el crecimiento económico.
Ibn Jaldún señaló que el crecimiento y el desarrollo estimulan positivamente tanto la oferta como la demanda, y que las fuerzas de la oferta y la demanda son las que determinan los precios de los bienes. También señaló las fuerzas macroeconómicas del crecimiento de la población, el desarrollo del capital humano y los efectos del desarrollo tecnológico en el desarrollo. Ibn Jaldún sostuvo que el crecimiento de la población era una función de la riqueza.
Ibn Jaldún entendió que el dinero era un estándar de valor, un medio de cambio y un conservador de valor, aunque no se dio cuenta de que el valor del oro y la plata cambiaba en función de las fuerzas de la oferta y la demanda. También introdujo la teoría del valor trabajo. Describió el trabajo como la fuente de valor, necesaria para todas las ganancias y la acumulación de capital, evidente en el caso de la artesanía. Argumentó que incluso si los "resultados de algo que no sea un oficio, el valor de la ganancia resultante y el capital adquirido (también) debe (también) incluir el valor del trabajo por el que se obtuvo. Sin trabajo, no habría sido adquirido ".

## Historiografía
La Muqaddimah también se considera un trabajo fundamental para las escuelas de historiografía, historia cultural y filosofía de la historia. La Muqaddimah también sentó las bases para la observación del papel del Estado, la comunicación, la propaganda y el sesgo sistemático en la historia.
Franz Rosenthal escribió en la Historia de la historiografía musulmana:
   "La historiografía musulmana ha estado unida en todo momento con los vínculos más estrechos con el desarrollo general de la erudición en el Islam, y la posición del conocimiento histórico en la educación musulmana ha ejercido una influencia decisiva sobre el nivel intelectual de la escritura histórica ... Los musulmanes lograron un avance definido más allá de la escritura histórica anterior en la comprensión sociológica de la historia y la sistematización de la historiografía. El desarrollo de la escritura histórica moderna parece haber ganado considerablemente en velocidad y sustancia mediante la utilización de una literatura musulmana que permitió a los historiadores occidentales, desde el siglo XVII en adelante, ver una gran parte del mundo a través de ojos extranjeros. La historiografía musulmana ayudó indirecta y modestamente a dar forma al pensamiento histórico actual."

### Crítica a la historia
Ibn Jaldún comienza la Muqaddimah con una minuciosa crítica de los errores cometidos frecuentemente por sus colegas y las dificultades que aguardan al historiador en su trabajo. Asimismo identifica siete cuestiones críticas:

"Todos los testimonios, por su propia naturaleza, están sujetos al error por...
1. ...ser partidarios de un credo u opinión...
2. ...confiar en exceso en sus fuentes...
3. ...no comprender aquello que se explica...
4. ...confundir creencia con verdad...
5. ...incapacidad para situar un hecho en su contexto real...
6. ...el deseo común de ganar el favor de aquellos que están por encima, mediante el elogio...
7. ...el más importante es el desconocimiento de las leyes que gobiernan la transformación de la sociedad humana."

Contra la séptima y más importante de estas razones (la ignorancia de las leyes sociales) Ibn Jaldun presenta su teoría de la sociedad humana en la Muqaddimah.

Así los fundadores de la gramática fueron Sibawaih y después de él, al-Farisi y Az-Zajjaj. Todos ellos eran de origen persa … ellos crearon las reglas de la gramática (árabe) … los persas fueron grandes juristas … solo los persas se ocuparon de la tarea de preservar el saber y escribir nuevas obras. De tal modo la verdad de la revelación del profeta se hace patente, "Si la comprensión estuviera suspendida en las partes más altas del cielo los persas las alcanzarían" … Las ciencias del intelecto fueron además un coto privado de los persas, dejados solos en esa tarea por los árabes, que no la cultivaron … como fue el caso con todas las artes … Esta situación continuó en las ciudades mientras los persas y los países persas, Irak, Khorasan y Transoxiana (actualmente Asia Central), conservaron su cultura sedentaria.

En esta crítica, se acercó al pasado como un extraño y con necesidad de interpretación. La originalidad de Ibn Jaldún era afirmar que la diferencia cultural de otra época debe regir la evaluación del material histórico relevante, distinguir los principios según los cuales sería posible intentar la evaluación y, por último, sentir la necesidad de experiencia. además de los principios racionales, para evaluar una cultura del pasado. Ibn Jaldún a menudo criticaba la "superstición ociosa y la aceptación acrítica de datos históricos".

### Método histórico
Como resultado de su crítica, introdujo el método científico en el estudio de las ciencias sociales, que se consideraba algo "nuevo para su época", y a menudo se refería a él como su "nueva ciencia" y desarrolló su propia terminología para ello.
Su método histórico también sentó las bases para la observación del papel del Estado, la comunicación, la propaganda y el sesgo sistemático en la historia, lo que lleva a su desarrollo de la historiografía.
Ibn Jaldún 'hace los siguientes comentarios sobre su método histórico científico en su Muqaddimah:
1. "La historia es una ciencia"
2. "La historia tiene un contenido y el historiador debe dar cuenta de ello"
3. "El historiador debe dar cuenta de los elementos que se reúnen para hacer la historia humana"
4. "El historiador también debería trabajar de acuerdo con las leyes de la historia"
5. "La historia es una ciencia filosófica"
6. "La historia se compone de noticias sobre los días, los estados y los siglos anteriores. Es una teoría, un análisis y una justificación sobre las criaturas y sus principios, y una ciencia de cómo ocurren los incidentes y sus razones".
7. "Los mitos no tienen nada que ver con la historia y deberían refutarse"
8. "Para construir registros históricos sólidos, el historiador debe confiar en las reglas necesarias para la comparación de la verdad"

### Filosofía de la historia
Ibn Jaldún es considerado un pionero de la filosofía de la historia. Dawood escribe sobre la Muqaddimah:
   "Se puede considerar como el primer intento hecho por cualquier historiador de descubrir un patrón en los cambios que ocurren en la organización política y social del hombre. Racional en su enfoque, analítico en su método, enciclopédico en el detalle, representa una desviación casi completa de la historiografía tradicional, descartando conceptos convencionales y clichés y buscando, más allá de la mera crónica de los acontecimientos, una explicación -y por lo tanto una filosofía de la historia."

### Sesgo sistemático
La Muqaddimah enfatizó el papel del sesgo sistémico al afectar el estándar de evidencia. Jaldún estaba bastante preocupado con el efecto de elevar el nivel de evidencia cuando se enfrenta con argumentos incómodos y relajarlo cuando se le daban argumentos que parecían razonables o cómodos. Era jurista y, a veces, participaba de mala gana en sentencias que, en su opinión, eran coaccionadas, basados en argumentos que no respetaba. Además de al-Maqrizi (1364-1442), el intento enfocado de Ibn Jaldún de estudiar sistemáticamente los sesgos en la creación de la historia no se volvería a ver hasta Georg Hegel, Karl Marx y Friedrich Nietzsche en la Alemania del siglo XIX, y Arnold J. Toynbee, historiador británico del siglo XX.
Ibn Jaldún también examina por qué, a lo largo de la historia, ha sido común para los historiadores sensacionalizar los acontecimientos históricos y, en particular, exagerar las cifras numéricas:

Cada vez que los contemporáneos hablan sobre los ejércitos dinásticos propios o recientes, y cada vez que participan en discusiones sobre soldados musulmanes o cristianos, o cuando llegan a calcular los ingresos fiscales y el dinero gastado por el gobierno, los desembolsos y los bienes que poseen los hombres ricos y prósperos, en general se los exagera, se va más allá de lo ordinario y se sucumbe a la tentación del sensacionalismo. Cuando los funcionarios a cargo son interrogados acerca de sus ejércitos, cuando se evalúan los bienes y activos de las personas ricas, y cuando los desembolsos de los derrochadores extravagantes se miran con luz ordinaria, las cifras se encontrarán en una décima parte de lo que esas personas han dicho. El motivo es simple: Es el deseo común de sensacionalismo, la facilidad con la que uno solo puede mencionar una cifra más alta, y la indiferencia de los críticos. Esto lleva a no ejercer la autocrítica sobre los propios errores e intenciones, a exigir de uno mismo la moderación y la imparcialidad en la presentación de informes, a volver a solicitar el estudio y la investigación. Tales historiadores se dejan ir y hacen una fiesta de declaraciones falsas. "Se procuran historias entretenidas para desviar a otros del camino de Dios" [Corán 31: 6].

### Historia militar
La Muqaddimah es el trabajo más antiguo conocido en examinar críticamente la historia militar. Critica ciertos relatos de batallas históricas que parecen ser exageradas, y toma en cuenta la logística militar cuando se cuestiona el tamaño de los ejércitos históricos reportados en fuentes anteriores. En la Introducción a la Muqaddimah, Ibn Jaldún dirige esta crítica hacia famosos historiadores como Al-Masudi, que hoy es considerado como el "Herodoto de los árabes" y que el propio Ibn Jaldún consideró como uno de los historiadores más famosos hasta su tiempo.
Como ejemplo, Ibn Jaldún señala que Al-Masudi y otros historiadores informaron que Moisés contó en el ejército israelita como 600.000 o más soldados. Ibn Jaldún critica a Al-Masudi por no tener en cuenta cierta logística, cuestionando si Egipto y Siria podrían haber tenido una cantidad tan grande de soldados, o si un ejército de ese tamaño podría marchar o luchar como una unidad. Señala que todo el territorio disponible habría sido demasiado pequeño para un ejército tan grande, y argumenta que si "estuviera en formación de batalla, se extendería" varias veces "más allá del campo de visión" y que un movimiento de batalla coordinado en un grupo tan grande " Difícilmente sería posible". Argumenta que la "situación en el presente testifica la corrección de esta afirmación "ya que" el pasado se parece más al futuro que a una gota de agua". Luego lo compara con el imperio sasánida persa, señalando que era mucho más vasto que el reino israelita y, sin embargo, el tamaño de los efectivos militares del imperio sasánida en la batalla de al-Qādisiyyah ascendía a 120.000 tropas como máximo (citando historiador del siglo VIII Sayf ibn Umar). La Muqaddimah declara que si los israelitas realmente tuvieran un ejército tan grande, la extensión de su imperio habría sido mucho mayor, ya que "el tamaño de las unidades administrativas y provincias bajo una dinastía en particular está en proporción directa con el tamaño de su milicia y los grupos que apoyan a la dinastía".
La Muqaddimah señala además que Moisés vivió solo unas pocas generaciones después de Jacob, el fundador de las tribus israelitas, según la genealogía de la tribu levita, según lo descrito por Al-Masudi. Ibn Jaldún sostiene que "es improbable que los descendientes de un hombre puedan ramificarse en tal número dentro de cuatro generaciones". También declara que había una suposición general de que el ejército de Salomón era similarmente grande, pero Ibn Jaldún lo niega, señalando que Salomón llegó solo once generaciones después de Jacob, y argumenta que los "descendientes del hombre en once generaciones no se ramificarían en tal número, como se ha supuesto". Luego, está de acuerdo con otra afirmación de las "Historias israelitas" que sugiere que el ejército de Salomón tenía 12.000 soldados y 1.400 caballos. Señala que era cuando el estado israelita estaba en su punto más fuerte, haciendo improbables otras afirmaciones que dieran números más grandes para el ejército israelita. Ibn Khaldun señala que los judíos afirmaron que el aumento irrealmente grande en la población israelita dentro de varias generaciones era posible porque era un milagro de Dios, un argumento que Ibn Jaldún no descartó por completo. Considera que tal milagro es altamente improbable, pero parece estar abierto a la posibilidad.